# إيزيدورو غالو
إيزيدورو غالو (بالإسبانية: Isidoro Gallo)‏ هو مصور إسباني، ولد في 5 سبتمبر 1952 في بلباو في إسبانيا.